# كرند (مقاطعة بشروية)
كرند (بالفارسية: کرند) هي قرية تقع في إيران في Korond Rural District. يقدر عدد سكانها بـ 593 نسمة بحسب إحصاء 2016.